# یواس‌اس کامبرلند (۱۸۴۲)
یواس‌اس کامبرلند (۱۸۴۲) (به انگلیسی: USS Cumberland (1842)) یک کشتی بود که طول آن ۱۷۵ فوت (۵۳ متر) بود. این کشتی در سال ۱۸۴۲ ساخته شد.